# バベルの塔

ピーテル・ブリューゲル『バベルの塔』（1563年頃）、ウィーン・美術史美術館蔵。

バベルの塔（バベルのとう、ヘブライ語: מִּגְדָּ֑ל בָּבֶ֔ל, ラテン文字転写: Miḡdal Bāḇel; ギリシャ語: Πύργος τῆς Βαβέλ, ラテン文字転写: Pýrgos tês Babél）は、旧約聖書の「創世記」中に登場する巨大な塔。神話とする説が支配的だが、一部の研究者は紀元前6世紀のバビロンのマルドゥク神殿に築かれたエ・テメン・アン・キのジッグラト（聖塔）の遺跡と関連づけた説を提唱する。
天にも届く神の領域まで手を伸ばす塔を建設しようとして、崩れてしまった（神に壊された）という故事にちなんで、空想的で実現不可能な計画の比喩としても用いられる。

## 語源
バベル（𒁀𒀊𒅋𒌋）とはアッカド語では「神の門」を表す。一方聖書によると、ヘブライ語の「balal（ごちゃ混ぜ、混乱）」から来ているとされる。

## 聖書の記述

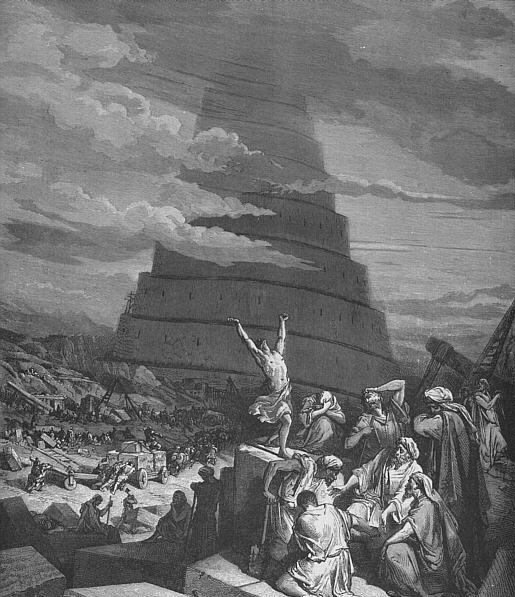
ギュスターヴ・ドレ『言語の混乱』

バベルの塔の物語は旧約聖書の「創世記」11章にあらわれる。そこで語られるのは下記のような記述である。位置的にはノアの物語のあとでアブラハムの物語の前に置かれている。
偽典の「ヨベル書」によれば、神はノアの息子たちに世界の各地を与え、そこに住むよう命じていた。しかし人々は、これら新技術を用いて天まで届く塔をつくり、シェムを高く上げ、人間が各地に散るのを免れようと考えた。神は降臨してこの塔を見「人間は言葉が同じなため、このようなことを始めた。人々の言語を乱し、通じない違う言葉を話させるようにしよう」と言った。このため、人間たちは混乱し、塔の建設をやめ、世界各地へ散らばっていった。

## 解釈
バベルの塔の物語は、「人類が塔をつくり神に挑戦しようとしたので、神は塔を崩した」という解釈が一般に流布している。しかし『創世記』は、塔を建てるのをやめたとしている。ただし、以下のような文献にはこの解釈に沿った記述がある。
フラウィウス・ヨセフスは『ユダヤ古代誌』にて、バベルの塔の物語を、人々が大洪水を引き起こした神への復讐のために塔を建て、また神は洪水が人々に知恵を授ける役には立たないと考え、再び引き起こすようなことはしなかったと解釈している。
ラビ伝承
ノアの子孫ニムロデ（ニムロド）王は、神に挑戦する目的で、剣を持ち、天を威嚇する像を塔の頂上に建てた。
原初史といわれ、史実性が疑わしいアブラハム以前の創世記の物語の中で、バベルの塔の物語は世界にさまざまな言語が存在する理由を説明するための物語であると考えられている。同時に「石の代わりに煉瓦を、漆喰の代わりにアスファルトを」用いたという記述から、古代における技術革新について述べ、人類の科学技術の過信への神の戒めについて語ったという解釈もある。

## バベルの塔を主題とする作品
『メトロポリス』をはじめとして数多くの映画や小説、アニメ、ゲームなどで設定として使われている（メトロポリスでは、ヒロインのマリアがバベルの塔の寓話を象徴的に語っている）。

### 絵画

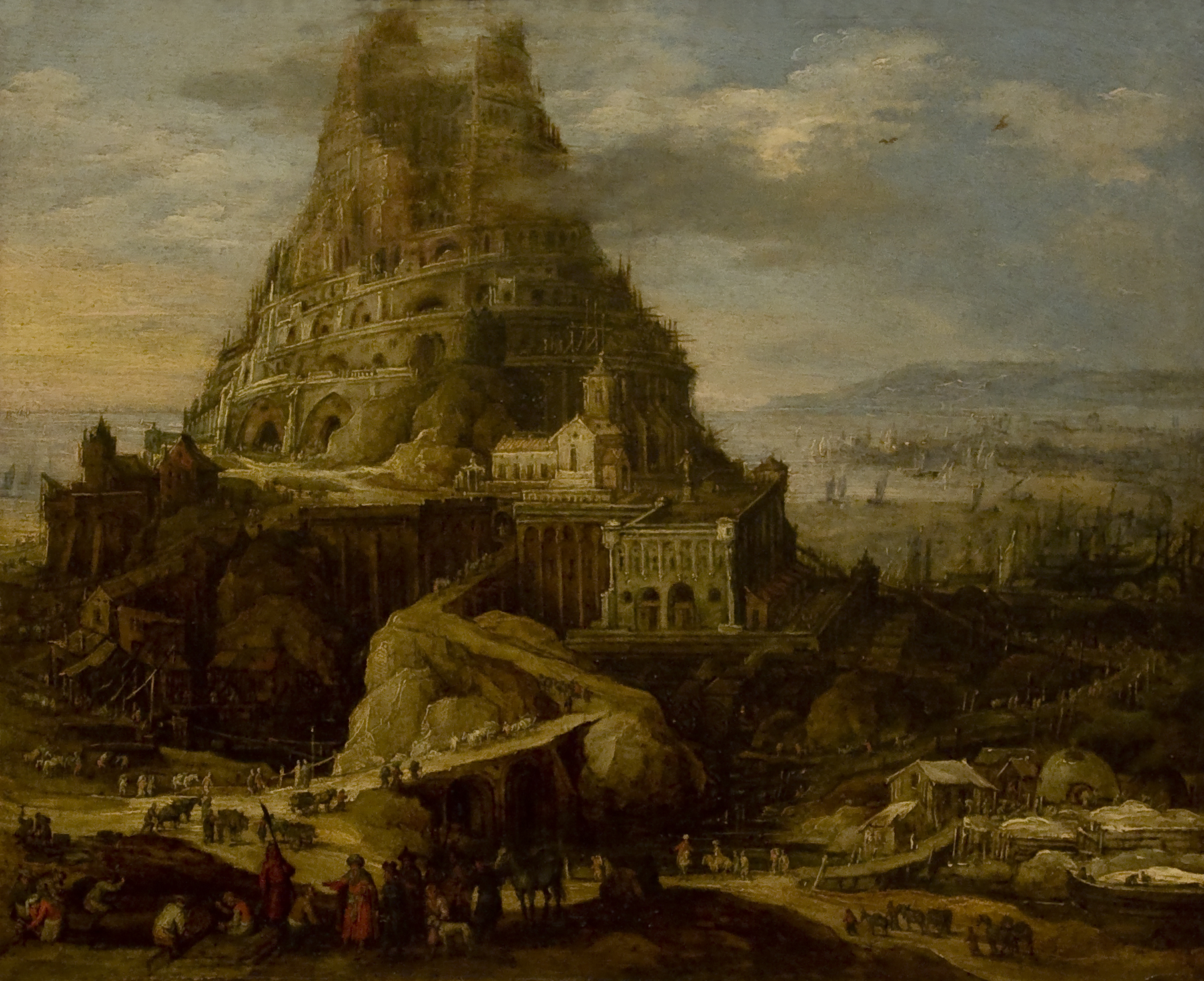
ヨース・デ・モンペル『バベルの塔』国立古美術館蔵

- ピーテル・ブリューゲル 『バベルの塔（大バベル）』 （1563年、オーストリア、ウィーン、美術史美術館所蔵）
- ピーテル・ブリューゲル 『バベルの塔（小バベル）』 （1565年、オランダ、ロッテルダム、ボイマンス・ヴァン・ベーニンゲン美術館所蔵）

ブリューゲルが描いた『バベルの塔』は2種類あり、絵のサイズで区別される。1つは1563年の「大バベル（114×155cm）」、もう1つは1565年の「小バベル（60×75cm）」で、一般に有名なのは「大バベル」の方である。「小バベル」に小さく描かれている約1400人の人間を身長170cmとして計算すると、塔の高さは510m程度となる。
- ルーカス・ファン・ファルケンボルフ 『バベルの塔』 （1594年）
- ヨース・デ・モンペル 『バベルの塔』 （1595～1605年）
- アタナシウス・キルヒャー 『バベルの塔』 （1679年）
- ギュスターヴ・ドレ 『言語の混乱』 （1865年）

### 建築物
- 1999年12月14日に竣工した、ストラスブールの欧州議会（European Parliament）のメインタワー（主塔）である「ルイーズ・ワイス」（Louise Weiss）と呼ばれる建造物は、ピーテル・ブリューゲルの絵画に出てくる未完成状態のバベルの塔を模したデザインとなっている。

### ゲーム
- バベルの塔 (ゲーム) - 1986年にナムコが発売したゲーム。
- バベルのメダルタワー - 2016年にセガが発売したメダルゲーム。

### ライブ
- Mrs. GREEN APPLE DOME TOUR 2025 "BABEL no TOH" - 2025年にMrs. GREEN APPLEが行う予定のライブツアー。

## その他
タロットカードで最も悪い札とされる「XVI 塔」は、同じ「塔」という人工建造物、塔が破壊されるという扱い、塔から落ちる人間（人間の驕りに対する天罰という解釈）から、このバベルの塔がモチーフになっているといわれている。